# Aeropuerto de Alykel
El aeropuerto de Alykel, en ruso: Аэропорт Алыкель, con las especificaciones de las distintas asociaciones aeronáuticas como IATA: NSK, OACI: UOOO, es un gran aeropuerto de la región de Krasnoyarsk en Rusia, situado a 35 kilómetros al oeste de Norilsk, ciudad muy industrial en el Krai de Krasnoyarsk, ubicada sobre el círculo polar ártico. Es uno de los asentamientos más septentrionales del mundo. Alykel es el único aeródromo funcional cerca de Norilsk. Está acreditado para operar con aviones de tamaño mediano y cuenta con un servicio de 24 horas. Como es capaz de manejar aviones de fuselaje ancho, es un aeropuerto de desvío en la ruta polar 1. Dado que Norilsk no tiene conexiones por carretera o ferrocarril con el resto del país, el aeropuerto es la principal puerta de entrada a la ciudad.
Fue construido en 1964 y cuando fue descubierta por los satélites de reconocimiento de Estados Unidos, informaron de la existencia de un nuevo campo de aviación con una pista de aterrizaje de 6000 por 150 pies, 1829 por 46 metros, a 16 millas náuticas (unos 30 km) al oeste de Norilsk, lo que permitía su uso como base para que los bombarderos soviéticos pudieran llegar a los Estados Unidos. A pesar de las continuas advertencias y reclamaciones estadounidenses, el papel que le había adjudicado Rusia continúa hasta el día de hoy con el estatus de «guardián» proporcionado por el OGA (Grupo de Control del Ártico) de la Fuerza Aérea Rusa. Norilsk también cuenta con aviones interceptores bajo el 57 IAP (57th Interceptor Aircraft Regiment), que en 1991 tenía 24 aviones Sukhoi Su-15TM.

## Aerolíneas y destinos

### Pasajeros
| Aerolíneas  | Destinos |
| ----------- | --- |
| Aeroflot    | Krasnoyarsk–Yemelyanovo |
| KrasAvia    | Aeropuerto Dikson, Aeropuerto de Katanga, Aeropuerto Novy Urengoy |
| NordStar    | Aeropuerto de Abakán, Aeropuerto de Bakú, Aeropuerto Internacional de Krasnodar, Aeropuerto Internacional Krasnoyarsk Yemelyanovo, Aeropuerto Internacional de Moscú-Domodédovo, Aeropuerto Internacional de Novosibirsk-Tolmachevo, Aeropuerto Internacional Platov International, Aeropuerto Internacional Púlkovo, Aeropuerto Internacional de Sochi, Aeropuerto Internacional de Ufá, Aeropuerto de Vorónezh-Chertovitskoye, Aeropuerto de Ekaterimburgo-Koltsovo Estacional: Novy Urengoy |
| S7 Airlines | Aeropuerto Internacional de Moscú-Domodédovo, Aeropuerto Internacional de Novosibirsk-Tolmachevo |
| Utair       | Estacional: Krasnoyarsk–Yemelyanovo, Surgut |

## Accidentes e incidentes
- El 16 de noviembre de 1981, un avión de pasajeros Tupolev Tu-154 de designación y compañía Vuelo 3603 de Aeroflot, se estrelló cuando intentaba aterrizar en el aeropuerto de Norilsk. Noventa y nueve de los 167 pasajeros y toda la tripulación de a bordo murieron en el accidente.[7]

## Enlace ferroviario al aeropuerto

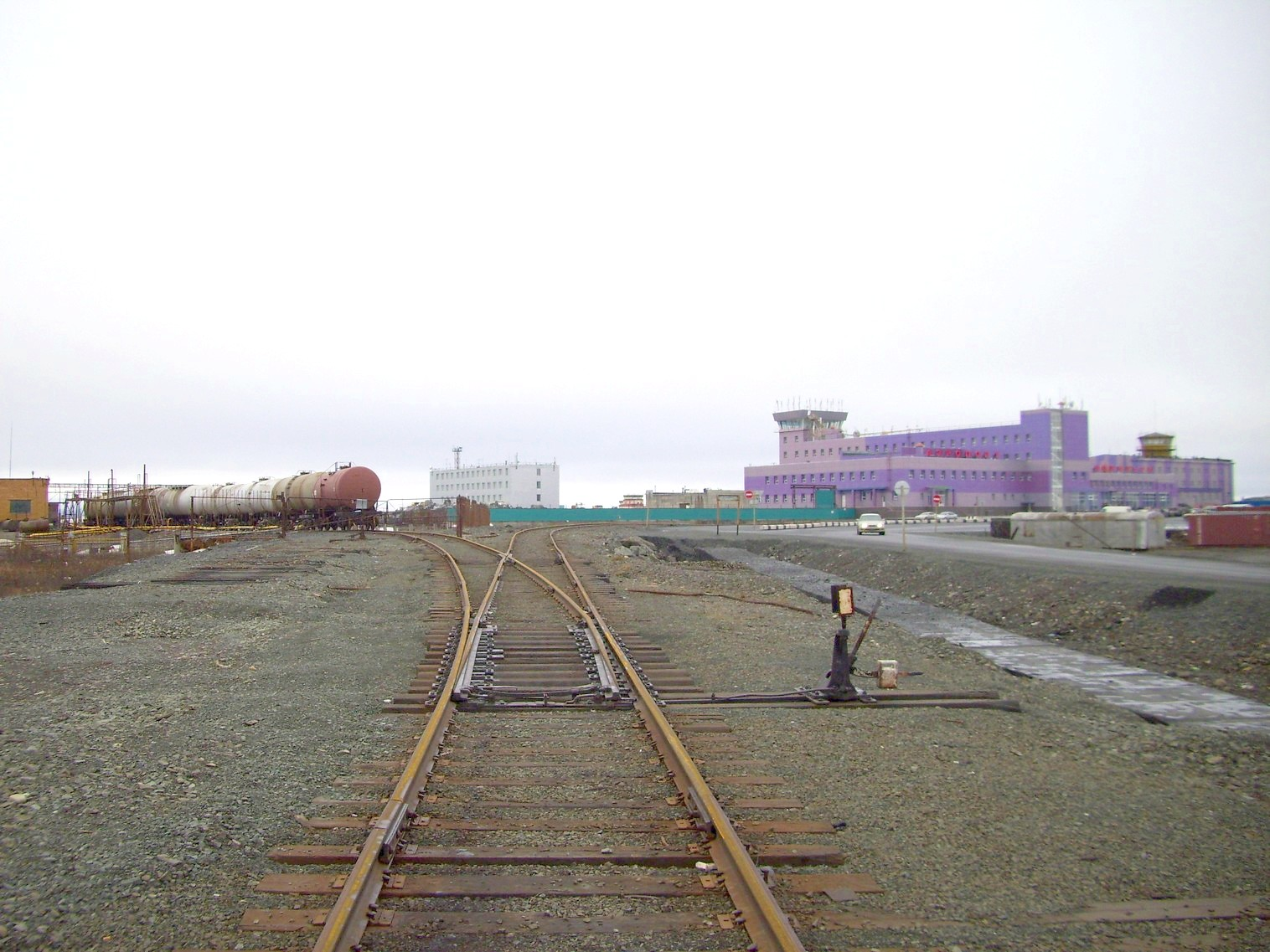
Antigua parada de tren junto al edificio de la terminal (2010)

Desde el 22 de noviembre de 1967 hasta 1998 funcionó en el aeropuerto un enlace ferroviario electrificado con origen y final de línea Norilsk-Oktyabrskaya lo que alivió a esta región de su incomunicación por tierra.